# Guardsman
Guardsman (englisch; wörtlich übersetzt: Gardist) ist eine Funktionsbezeichnung in den Armeen verschiedener Länder.

## Kanada
In den Kanadischen Streitkräften ist es einer der unteren Ränge bei den Governor General’s Foot Guards und den Canadian Grenadier Guards. Diese Auszeichnung wurde 1918 von König Georg V. anlässlich des Dienstes der Schützenregimenter während des Ersten Weltkriegs verliehen.
Der Rang gilt als geschlechtsneutral und gilt daher gleichermaßen für weibliche Soldaten und umfasst jede Person, die sich den Rang verdient hat. Das Rangabzeichen ist identisch mit dem des Private, einem einzelnen Chevron.

## Indien
In der indischen Armee wird der Rang von der Elite-Brigade der Wachen verwendet. Der Rang wird nur in regulären Truppen und nicht für Freiwilligenverbände genutzt. Es wird auch von den indischen Heimgarden (Home Guard) als Rang verwendet, wo er dem des indischen Polizeibeamten Constable entspricht.

## Singapur
In den Streitkräften Singapurs findet der Rang in den Garderegimentern Verwendung.

## Großbritannien
Die British Army benutzt den Rang in den Foot-Guards-Regimentern seit 1920, als er anstelle des Private eingeführt wurde. Es wird Gdsm abgekürzt.

## USA
In den Vereinigten Staaten werden Mitglieder der Nationalgarde der Vereinigten Staaten teilweise so benannt.